# Теслич (община)
Община Теслич (на сръбски: Општина Теслић) е разположена в Република Сръбска, част от Босна и Херцеговина. Неин административен център е град Теслич. Общата площ на общината е 819.49 км2. Населението ѝ през 2004 година е 49 021 души.